# Championnat d'Italie de rugby à XV 1945-1946
Navigation
Serie A 1942-1943 Serie A 1946-1947
Le Championnat d'Italie de rugby à XV 1945-1946 oppose les vingt-deux meilleures équipes italiennes de rugby à XV. Le championnat débute en 1945 et se termine par une finale prévue en 1946. Il est le 1er championnat d'après-guerre composé de clubs historiques, tels l'Amatori Milan, Bologne, Rovigo ou encore Rugby Rome, et également de nouvelles équipes comme le Rugby Milano, la Giovinezza Trieste, Parma et la Reale Società Ginnastica Torino.
Cette compétition est jouée selon une formule inhabituelle : deux championnats parallèles sont disputés. Un pour le Nord de l'Italie dénommé Coppa Alta Italia avec une première phase de quatre groupes constitués de quatre équipes et une phase finale par élimination où les deux premiers de chaque groupe s'affrontent en matchs aller-retour lors des quarts de finale, demi-finales, puis la finale. Un pour le reste du pays appelé Campionato Centro-Sud divisé en 2 groupes (Campionato Romano pour la région de Rome et Campionato Campano avec la seule équipe de Napoli) avec tour final composé des deux premiers de la poule de Rome ainsi que Naples.
Champion de la Coppa Alta Italia, l'Amatori Milan rencontre le Rugby Rome en finale nationale aller-retour et remporte le titre pour la 14e et dernière fois avant 1991.

## Équipes participantes
Les vingt-deux équipes sont donc réparties en deux groupes, de la façon suivante :
| Coppa Alta Italia - Amatori Milan - Amatori Milan II - Ambriosiana Milano - Bologne - US Bolognese - Edera Trieste - Genova - Ginnastica Torino - Giovinezza Trieste - Rugby Milano - Padova - Rugby Parme - Piemonte - Rugby Rovigo - Tacu Boys - Udinese RFC | Campionato Centro-Sud Campionato Romano - Amatori Lazio - Goliardica - Juventus Roma - Olympic'44 - Rugby Rome Campionato Campano - Napoli |

## Résultats

### Coppa Alta Italia

#### 1rephase

##### Groupe A
| Rang | Club                    | J | V | N | D | Pm  | Pe | Diff | Pts |
| ---- | ----------------------- | - | - | - | - | --- | -- | ---- | --- |
| 1    | Amatori Rugby Milan (T) | 5 | 5 | 0 | 0 | 122 | 0  | +122 | 11  |
| 2    | Ginnastica Torino       | 6 | 4 | 1 | 1 | 56  | 56 | 0    | 9   |
| 3    | Piemonte                | 4 | 0 | 0 | 4 | 19  | 52 | -33  | 0   |
| 4    | Tacu Boys               | 4 | 0 | 0 | 4 | 6   | 95 | -89  | 0   |

|  | Qualifiés (no 1, no 2)   |
|  | T : tenant du titre 1943 |

Attribution des points :  victoire : 2, match nul : 1, défaite : 0.

##### Groupe B
| Rang | Club              | J | V | N | D | Pm | Pe | Diff | Pts |
| ---- | ----------------- | - | - | - | - | -- | -- | ---- | --- |
| 1    | Rugby Milano      | 6 | 5 | 1 | 0 | 63 | 26 | +37  | 11  |
| 2    | Genova            | 6 | 4 | 0 | 2 | 62 | 38 | +24  | 8   |
| 3    | Ambrosiana Milano | 6 | 1 | 1 | 4 | 18 | 49 | -31  | 3   |
| 4    | Amatori Milan II  | 6 | 1 | 0 | 5 | 22 | 52 | -30  | 2   |

|  | Qualifiés (no 1, no 2) |

Attribution des points :  victoire : 2, match nul : 1, défaite : 0.

##### Groupe C
| Rang | Club               | J | V | N | D | Pm | Pe | Diff | Pts |
| ---- | ------------------ | - | - | - | - | -- | -- | ---- | --- |
| 1    | Giovinezza Trieste | 5 | 3 | 0 | 2 | 81 | 19 | +62  | 6   |
| 2    | Padova             | 3 | 3 | 0 | 0 | 34 | 10 | +24  | 6   |
| 3    | Udinese RFC        | 3 | 1 | 0 | 2 | 13 | 28 | -15  | 2   |
| 4    | Edera Trieste      | 5 | 1 | 0 | 4 | 13 | 84 | -71  | 2   |

|  | Qualifiés (no 1, no 2) |

Attribution des points :  victoire : 2, match nul : 1, défaite : 0.

##### Groupe D
| Rang | Club          | J | V | N | D | Pm  | Pe  | Diff | Pts |
| ---- | ------------- | - | - | - | - | --- | --- | ---- | --- |
| 1    | Rugby Rovigo  | 6 | 5 | 1 | 0 | 134 | 30  | +104 | 11  |
| 2    | Rugby Bologne | 6 | 4 | 1 | 1 | 149 | 28  | +121 | 9   |
| 3    | Rugby Parma   | 6 | 2 | 0 | 4 | 89  | 52  | +37  | 4   |
| 4    | US Bolognese  | 4 | 0 | 0 | 4 | 13  | 245 | -232 | 0   |

|  | Qualifiés (no 1, no 2) |

Attribution des points :  victoire : 2, match nul : 1, défaite : 0.

#### Phase finale
|  | Quarts de finale   | Quarts de finale  |                   |        | Demi-finales | Demi-finales |  |  | Finale | Finale |
|  | Quarts de finale   | Quarts de finale  |                   |        | Demi-finales | Demi-finales |  |  | Finale | Finale |
|  |                    |                   |                   |        |              |              |  |  |        |        |
|  | 1946               |                   |                   |        |              |              |  |  |        |        |
|  |                    |                   |                   |        |              |              |  |  |        |        |
|  | Amatori Milan      | 36\|12            |                   |        |              |              |  |  |        |        |
|  | Amatori Milan      | 36\|12            |                   |        |              |              |  |  |        |        |
|  | Genova             | 3\|0              |                   |        |              |              |  |  |        |        |
|  | Genova             | 3\|0              | Amatori Milan     | 35\|11 |              |              |  |  |        |        |
|  | 1946               |                   | Amatori Milan     | 35\|11 |              |              |  |  |        |        |
|  |                    | Bologne           | 6\|0              |        |              |              |  |  |        |        |
|  | Bologne            | Bologne           | 6\|0              | 15\|3  |              |              |  |  |        |        |
|  | Bologne            |                   |                   | 15\|3  |              |              |  |  |        |        |
|  | Padova             | 12\|5             |                   |        |              |              |  |  |        |        |
|  | Padova             | 12\|5             | Amatori Milan     | 21\|14 |              |              |  |  |        |        |
|  | 1946               |                   | Amatori Milan     | 21\|14 |              |              |  |  |        |        |
|  |                    | Ginnastica Torino | 0\|5              |        |              |              |  |  |        |        |
|  | Rugby Milano       | Ginnastica Torino | 0\|5              | 9\|5   |              |              |  |  |        |        |
|  | Rugby Milano       |                   |                   | 9\|5   |              |              |  |  |        |        |
|  | Ginnastica Torino  | 6\|9              |                   |        |              |              |  |  |        |        |
|  | Ginnastica Torino  | 6\|9              | Ginnastica Torino | 10\|14 |              |              |  |  |        |        |
|  | 1946               |                   | Ginnastica Torino | 10\|14 |              |              |  |  |        |        |
|  |                    | Rugby Rovigo      | 13\|9             |        |              |              |  |  |        |        |
|  | Rugby Rovigo       | Rugby Rovigo      | 13\|9             | 12\|19 |              |              |  |  |        |        |
|  | Rugby Rovigo       |                   |                   | 12\|19 |              |              |  |  |        |        |
|  | Giovinezza Trieste | 6\|8              |                   |        |              |              |  |  |        |        |
|  | Giovinezza Trieste | 6\|8              |                   |        |              |              |  |  |        |        |

### Campionato Centro-Sud

#### Campionato Romano
| Rang | Club          | J | V | N | D | Pm | Pe | Diff | Pts |
| ---- | ------------- | - | - | - | - | -- | -- | ---- | --- |
| 1    | Rugby Rome    | 4 | 4 | 0 | 0 | 90 | 8  | +82  | 8   |
| 2    | Olympic'44    | 4 | 3 | 0 | 1 | 93 | 16 | +77  | 6   |
| 3    | Juventus Roma | 4 | 2 | 0 | 2 | 31 | 30 | +1   | 4   |
| 4    | Goliardica    | 4 | 1 | 0 | 3 | 13 | 94 | -81  | 2   |
| 5    | Amatori Lazio | 4 | 0 | 0 | 4 | 3  | 79 | -76  | 2   |

|  | Qualifiés (no 1, no 2) |

#### Campionato Campano
L'équipe de Napoli, seule participante, est automatiquement qualifiée pour le tour final.

#### Tour final
| Rang | Club       | J | V | N | D | Pm | Pe | Diff | Pts |
| ---- | ---------- | - | - | - | - | -- | -- | ---- | --- |
| 1    | Rugby Rome | 4 | 2 | 2 | 0 | 41 | 8  | +33  | 6   |
| 2    | Olympic'44 | 4 | 1 | 1 | 2 | 25 | 21 | +4   | 3   |
| 3    | Napoli     | 4 | 1 | 1 | 2 | 13 | 50 | -37  | 3   |

|  | Qualifié (no 1) |

## Finale nationale
| 1946 | Amatori Milan | 20 – 0 | Rugby Rome |  |
| 1946 |               |        |            |  |
| 1946 |               |        |            |  |

| 1946 | Rugby Rome | 3 – 20 | Amatori Milan |  |
| 1946 |            |        |               |  |
| 1946 |            |        |               |  |

## Vainqueur
| - Barzaghi IV - Bevilacqua - Bossi - Campagna - Cazzini - Centinari II | - Chiolo - Fava - Favretto - U. Gandini - Gorni - Meroni | - Marini - Molinari - Moretti - Parmigiani - Pravettoni - Ranzato | - P. Romano - Sessi - Testoni - Visentin |